# Крекінг-установки в Ченнелвью
Крекінг-установки в Ченнелвью (Channelview) — підприємство нафтохімічної промисловості в Техасі, розташоване на східній околиці Х'юстона в місці впадіння Баффало-Байу (перетвореної у складову частину Х'юстонського судноплавного каналу) до річки San Jacinto.
‎Нафтохімічне виробництво на площадці Ченнелвью у 1957 році організувала Texas Butadiene and Chemical Corporation. Вже 1962-го вона продала його Richfield Oil Corporation, котра з 1966-го після процедури злиття діяла як Atlantic Richfield Company. Остання в середині 1980-х виділила бізнес олефінів у окрему структуру — Lyondell, яку в 1989—1997 роках продали по частинах на фондовому ринку. Одразу після цього Lyondell взяла участь в формуванні Equistar Chemicals разом з Occidental та Millennium Chemicals, за кілька років викупила частки партнерів, з 2007 змінила назву на LyondellBasell, а в у 2009—2010 пройшла через процедуру банкрутства та відновила повноцінну роботу.
Починаючи з 1976—1977 років у північній частині виробничої площадки Ченнелвью діяли дві потужні установки парового крекінгу (піролізу) вуглеводневої сировини. Вони споживали важкі (як для нафтохімії) фракції — станом на середину 1990-х гази (етан, пропан, бутан) мали лише по 5 % у складі сировинної суміші, 40 % припадало на газовий бензин, а 45 % на ще більш важкий газойль. В подальшому стались певні зміни, проте не у бік збільшення частки легких фракцій (як то відбувалось на ряді інших підприємств нафтохімії США внаслідок «сланцевої революції» та появи великого додаткового ресурсу зріджених вуглеводневих газів). Зокрема, в 2015-му 95 % сировини припадало на газовий бензин і лише 5 % на етан. Як наслідок, установка випускає не лише етилен, але також пропілен, бутадієн (390 тисяч тонн на рік) і бензол. В свою чергу, її продукція не лише використовується для полімеризації, але й у виробництві оксиду пропілену, стирену та присадок до моторного палива.
Наприкінці 2000-х, проходячи процедуру банкрутства, LyondellBasell була вимушена закрити одне зі своїх виробництв у районі Х'юстона — крекінг-установку в Шоколейт-Байу, зате дві інші (окрім Ченнелвью ще Ла-Порте) продовжили розвиватись. Зокрема, у 2015-му в Ченнелвью провели модернізацію, яка збільшила потужність по етилену (для двох установок разом це було 1,75 млн тонн на рік) ще на 113 тисяч тонн.